# Липатов, Валентин Григорьевич
ЛИПАТОВ Валентин Григорьевич
Москва (СССР).

Дата рождения: 29 января 1932 г. (г. Москва).
Образование: высшее.
Мастер спорта СССР (с 1959 г.).
Судья всесоюзной категории (с 1968 г.).
Судья международной категории (с 1974 г.). 
В списках лучших судей сезона 10 раз: 1970, 1971, 1972, 1973, 1975, 1976, 1977, 1978, 1989, 1980 г.г.
Отмечен знаком УЕФА «За добросовестную деятельность в интересах европейского футбола» (1981 г.).
Награжден памятной золотой медалью за судейство более 100 матчей в чемпионатах СССР (146 матчей).

Играл нападающим в 1948-68 в клубных командах «Спартака» и ЦДСА (дубль) — 1951-52. 
Обладатель Кубка СССР среди КФК — 1959. Обладатель Кубка СА 1952. 
Хорошо играл в хоккей с шайбой, выступал в чемпионатах СССР в «Спартаке» (М) —1950/51. 
Судейством занимался с 1961. В высшей лиге чемпионатов СССР (1968-81) отсудил 146 матчей. 
Награжден памятной золотой медалью за судейство более 100 матчей чемпионатов СССР. Судья финалов Кубка СССР 1974 и 1978. 
Был арбитром свыше 30 международных матчей национальных сборных и клубных команд. 
Начальник отдела футбола и хоккея ЦС «Локомотива» — 1978 - 1980 гг., директор школы «Спартак» (М) — 1984-1992, 
главный специалист Ассоциации женского футбола РФС – с июля 1992.  Председатель ВКС — 1973-76. 
Тренер Управления футбола Спорткомитета СССР –1967-75.
Работал преподавателем кафедры физкультуры МОПИ — 1961-66. 
Отмечен знаком УЕФА «За добросовестную деятельность в интересах европейского футбола» (1981). 

Автор нескольких книг: «435 вопросов и ответов" (1991), "Игра одна - богини разные" (1998), "Футбол - игра планеты. 600 вопросов и ответов" (1998),
"Футбол. Первый кубок мира нового тысячелетия" (2003), "Футбол. Третья команда матча" (2004).
Скончался 2 июня 2016 года в Москве в возрасте 84 лет.
1. ↑  КЛИСФ. ЛИПАТОВ Валентин Григорьевич. www.klisf.net. Дата обращения: 20 марта 2025. Архивировано 22 апреля 2024 года.
2. ↑  Admin. Липатов Валентин Григорьевич | Спорт-страна.ру (9 июня 2016). Дата обращения: 20 марта 2025. Архивировано 16 марта 2025 года.
3. ↑  КЛИСФ. ЛИПАТОВ Валентин Григорьевич. http://ussrfootballteam.fmbb.ru/viewtopic.php?t=1533. Дата обращения: 20 марта 2025. Архивировано 22 апреля 2024 года.